# Auriglobus nefastus
Auriglobus nefastus är en fiskart som först beskrevs av Roberts 1982.  Auriglobus nefastus ingår i släktet Auriglobus och familjen blåsfiskar. IUCN kategoriserar arten globalt som livskraftig. Inga underarter finns listade.